# 監軍部
監軍部（かんぐんぶ）は、日本陸軍の組織。二つの同名称の組織があり、第一次は師団司令部の前身といえるもので、第二次は教育総監部の前身である。

## 第一次

### 概要
1878年（明治11年）12月13日、監軍本部条例（太政官第52号達）により「監軍本部」が設立された。監軍本部は師団司令部の前身といえるもので、本部を東京に置き、監軍部長（中将）を東部、中部、西部に置いた。東部は第1軍管（東京鎮台）・第2軍管（仙台鎮台）・北海道を、中部は第3軍管（名古屋鎮台）・第4軍管（大阪鎮台）を、西部は第5軍管（広島鎮台）・第6軍管（熊本鎮台）をそれぞれ管轄した。監軍部長の任務は、平時において「軍令ノ出納並現役及ヒ第一後備ノ検閲」を担当し、戦時において師団司令長官として管轄の旅団（鎮台）司令長官を統率した。1885年（明治18年）5月18日、監軍部条例の制定により監軍本部を「監軍部」と改称し、1886年（明治19年）7月24日に廃止された。

### 歴代監軍部長
東部監軍部長
- 谷干城 中将：1878年12月10日 -
- 三好重臣 中将：1880年4月27日 - 1885年5月18日

中部監軍部長
- 野津鎮雄 中将：1878年12月10日 - 1880年7月22日
- 谷干城 中将：1880年8月9日 -
- 曾我祐準 中将：1881年4月29日 -
- （心得）黒川通軌 少将：1882年2月6日 - 1885年5月18日

西部監軍部長
- 三浦梧楼 中将：1878年12月10日 -
- （心得）高島鞆之助 少将：1882年2月6日 -
- 高島鞆之助 中将：1883年2月1日 - 1885年5月18日

## 第二次

### 概要
1887年（明治20年）6月2日、監軍部条例（勅令第18号）が制定され、教育総監部の前身である第二次「監軍部」が設置された。その任務は「陸軍軍隊練成ノ斉一ヲ規画」する陸軍の教育を担当した。長官は天皇に直隷する監軍（大将または中将）で、以下、参謀長（少将または大佐）、将校学校監（少将）、騎兵監（少将または騎兵大佐）、砲兵監（少将または砲兵大佐）、工兵監（少将または工兵大佐）、輜重兵監（少将または輜重兵大佐）が置かれた。
監軍は、勅命により検閲使として軍隊を検閲する役割も担った。騎兵監などの各兵監は、それぞれの本科に関する調査、研究、審議、立案を担った。
1898年（明治31年）1月22日に制定された教育総監部条例（勅令第7号）により、監軍部は教育総監部に改編された。（教育総監部については教育総監を参照）

### 沿革
- 1887年6月2日 監軍部設置
- 1888年5月17日 陸軍乗馬学校を騎兵監の管轄とする。
- 1890年9月20日 砲兵監を「要塞砲兵監」と「野戦砲兵監」に分ける。
- 1893年12月16日 将校学校監を廃止し、所管陸軍諸学校を監軍直轄とする。
- 1898年1月22日 教育総監部に改編。

### 歴代監軍
- （兼）山縣有朋 中将：1887年5月31日 -
- （兼）大山巌 中将：1888年2月3日 -
- （兼）山縣有朋 中将：1889年10月3日 -
- （兼）大山巌 中将：1889年12月24日 -
- 三好重臣 中将：1890年6月7日 -
- 山縣有朋 大将：1894年12月18日 -
- （臨時）大山巌 大将：1896年3月16日 -
- 山縣有朋 大将：1896年7月31日 - 1898年1月20日

### 歴代参謀長
- 児玉源太郎 大佐：1887年6月3日 - 1892年8月23日
- 大島久直 少将：1892年9月7日 - 1893年11月22日
- 岡沢精 少将：1893年11月22日 - 1894年8月30日
- （兼・事務取扱）波多野毅 歩兵大佐：1894年9月13日 - 1895年8月10日
- 井上光 少将：1895年8月20日 - 1898年1月20日

### 将校学校監
- 滋野清彦 少将：1887年6月6日 -
- 野崎貞澄 少将：1889年8月24日 - 1890年6月7日
- 不明：1890年6月7日 -
- 岡沢精 少将：1892年11月22日 - 1893年11月22日
- （兼）岡沢精 少将：1893年11月22日 -

### 砲兵監
- 大築尚志 少将：1887年6月4日 - 1890年9月30日

### 管轄学校
監軍直轄
- 陸軍戸山学校
- 陸軍教導団

将校学校監管轄
- 陸軍士官学校 (日本)
- 陸軍幼年学校
- 他の管轄学校を除く諸将校学校

騎兵監管轄（1888年5月17日より）
- 陸軍乗馬学校（後の陸軍騎兵学校）

※陸軍大学校は参謀本部の管轄。